# Britischer Meister (Eishockey)
Der Britische Meister im Eishockey wird in unterschiedlichen Austragungsformen seit 1930 und seit 1966 jährlich ermittelt. Die Meisterschaft trug verschiedene Namen: Patton Cup, Icy Smith Cup, Heineken Championship oder Sekonda bzw. bmiBaby Playoff Championship.
Zurzeit spielen die besten acht Teams der Elite Ice Hockey League im Playoff-Modus den Meister aus. Dabei wird das Viertelfinale als Hin- und Rückspiel ausgespielt. Halbfinale und Finale werden in einem Final Four an einem Wochenende im National Ice Centre in Nottingham gespielt.
Als wichtiger gilt in der Regel jedoch die Ligameisterschaft, also der Gewinn der höchsten britischen Liga. Dieser berechtigt z. B. zur Teilnahme an der europäischen Champions Hockey League.

## Gewinner
| Jahr    | Britischer Meister    | Meister der höchsten Britischen Liga |
|         | Patton Cup            |                                      |
| ------- | --------------------- | ------------------------------------ |
| 1930    | London Lions          | –                                    |
|         |                       | British National League              |
| 1955    | –                     | Harringay Racers                     |
| 1956    | –                     | Nottingham Panthers                  |
| 1957    | –                     | Wembley Lions                        |
| 1958    | –                     | Brighton Tigers                      |
| 1959    | –                     | Paisley Pirates                      |
| 1960    | Brighton Tigers       | Streatham                            |
| 1961–65 | kein Meister          | kein Meister                         |
|         | Icy Smith Cup         |                                      |
| 1966    | Murrayfield Racers    | –                                    |
| 1967    | Glasgow Dynamos       | –                                    |
| 1968    | Paisley Mohawks       | –                                    |
| 1969    | Murrayfield Racers    | –                                    |
| 1970    | Murrayfield Racers    | –                                    |
| 1971    | Murrayfield Racers    | –                                    |
| 1972    | Murrayfield Racers    | –                                    |
| 1973    | Whitley Bay Warriors  | –                                    |
| 1974    | Whitley Bay Warriors  | –                                    |
| 1975    | Murrayfield Racers    | –                                    |
| 1976    | Ayr Bruins            | –                                    |
| 1977    | Fife Flyers           | –                                    |
| 1978    | Fife Flyers           | –                                    |
| 1979    | Murrayfield Racers    | –                                    |
| 1980    | Murrayfield Racers    | –                                    |
| 1981    | Murrayfield Racers    | –                                    |
|         | Heineken Championship |                                      |
| 1982    | Dundee Rockets        | –                                    |
| 1983    | Dundee Rockets        | –                                    |
|         |                       | BHL Premier Division                 |
| 1984    | Dundee Rockets        | Dundee Rockets                       |
| 1985    | Fife Flyers           | Durham Wasps                         |
| 1986    | Murrayfield Racers    | Durham Wasps                         |
| 1987    | Durham Wasps          | Murrayfield Racers                   |
| 1988    | Durham Wasps          | Murrayfield Racers                   |
| 1989    | Nottingham Panthers   | Durham Wasps                         |
| 1990    | Cardiff Devils        | Cardiff Devils                       |
| 1991    | Durham Wasps          | Durham Wasps                         |
| 1992    | Durham Wasps          | Durham Wasps                         |
| 1993    | Cardiff Devils        | Cardiff Devils                       |
|         | Championship          |                                      |
| 1994    | Cardiff Devils        | Cardiff Devils                       |
| 1995    | Sheffield Steelers    | Sheffield Steelers                   |
| 1996    | Sheffield Steelers    | Sheffield Steelers                   |
|         |                       | Ice Hockey Super League              |
| 1997    | Sheffield Steelers    | Cardiff Devils                       |
| 1998    | Ayr Scottish Eagles   | Ayr Scottish Eagles                  |
| 1999    | Cardiff Devils        | Manchester Storm                     |
| 2000    | London Knights        | Bracknell Bees                       |
| 2001    | Sheffield Steelers    | Sheffield Steelers                   |
| 2002    | Sheffield Steelers    | Belfast Giants                       |
| 2003    | Belfast Giants        | Sheffield Steelers                   |
|         | Playoff Championship  | Elite Ice Hockey League              |
| 2004    | Sheffield Steelers    | Sheffield Steelers                   |
| 2005    | Coventry Blaze        | Coventry Blaze                       |
| 2006    | Newcastle Vipers      | Belfast Giants                       |
| 2007    | Nottingham Panthers   | Coventry Blaze                       |
| 2008    | Sheffield Steelers    | Coventry Blaze                       |
| 2009    | Sheffield Steelers    | Sheffield Steelers                   |
| 2010    | Belfast Giants        | Coventry Blaze                       |
| 2011    | Nottingham Panthers   | Sheffield Steelers                   |
| 2012    | Nottingham Panthers   | Belfast Giants                       |
| 2013    | Nottingham Panthers   | Nottingham Panthers                  |
| 2014    | Sheffield Steelers    | Belfast Giants                       |
| 2015    | Coventry Blaze        | Sheffield Steelers                   |
| 2016    | Nottingham Panthers   | Sheffield Steelers                   |
| 2017    | Sheffield Steelers    | Cardiff Devils                       |
| 2018    | Cardiff Devils        | Cardiff Devils                       |
| 2019    | Cardiff Devils        | Belfast Giants                       |